# سليمان الخراشي
سليمان بن صالح الخراشي التميمي (1385هـ - 29 رجب 1443هـ/ 2 مارس 2022) هو كاتب سعودي سلفي، له كتب ومقالات وتحقيقات في نقد العَلْمانية والصوفية، والإخوان المسلمين.

## مؤلفاته
من مؤلفاته:
- أكذوبة مذكرات الجاسوس البريطاني همفر، ويرى فيها سليمان الخراشي أنّ تلك المذكرات مكذوبة لأن كاتبها مجهول وفيها أخبار تاريخية خاطئة، ولا توجد نسخة للكتاب بلغته الأصلية، ويعتقد أنّ مؤلفها الحقيقي هو شيعي.[11]
- سرقات حسن فرحان المالكي.
- شيخ الإسلام ابن تيمية لم يكن ناصبيا.
- انتحار إسماعيل أدهم.
- عبد الله القصيمي: وجهة نظر أخرى.
- المستدرك على معجم المناهي اللفظية.
- اللحى الليبرالية، هي مقالة للخراشي، سمّى فيها الإسلاميين الذين يتخذون التفسيرات الإسلامية حجةً لتأسيس مجتمع مدني، ويذكرهم أيضاً باسم العصرانيين.[12][13]

## آراؤه

### الإخوان المسلمون
يرى سليمان الخراشي أن الانتماء إلى الإخوان المسلمين أمر محرم، وعصيان للحاكم الذي تجب طاعته، وذلك لأنه لا حزبية في الإسلام.

### تصويت المرأة
يرى جواز تصويت المرأة للانتخابات البلدية، لكن بصفتها ناخبةً لا مرشحة، لأن الإسلام قد أذنَ للمرأة أن تقول رأيها فيما يختص بها من شؤون، أمّا الترشح للعضوية فإن منزلة المرأة أعلى من تعرّضها للانتهاك واختلاط الجنسين الذي سيكون من مقتضيات العضوية.